# Dr.-Höhne-Häuser

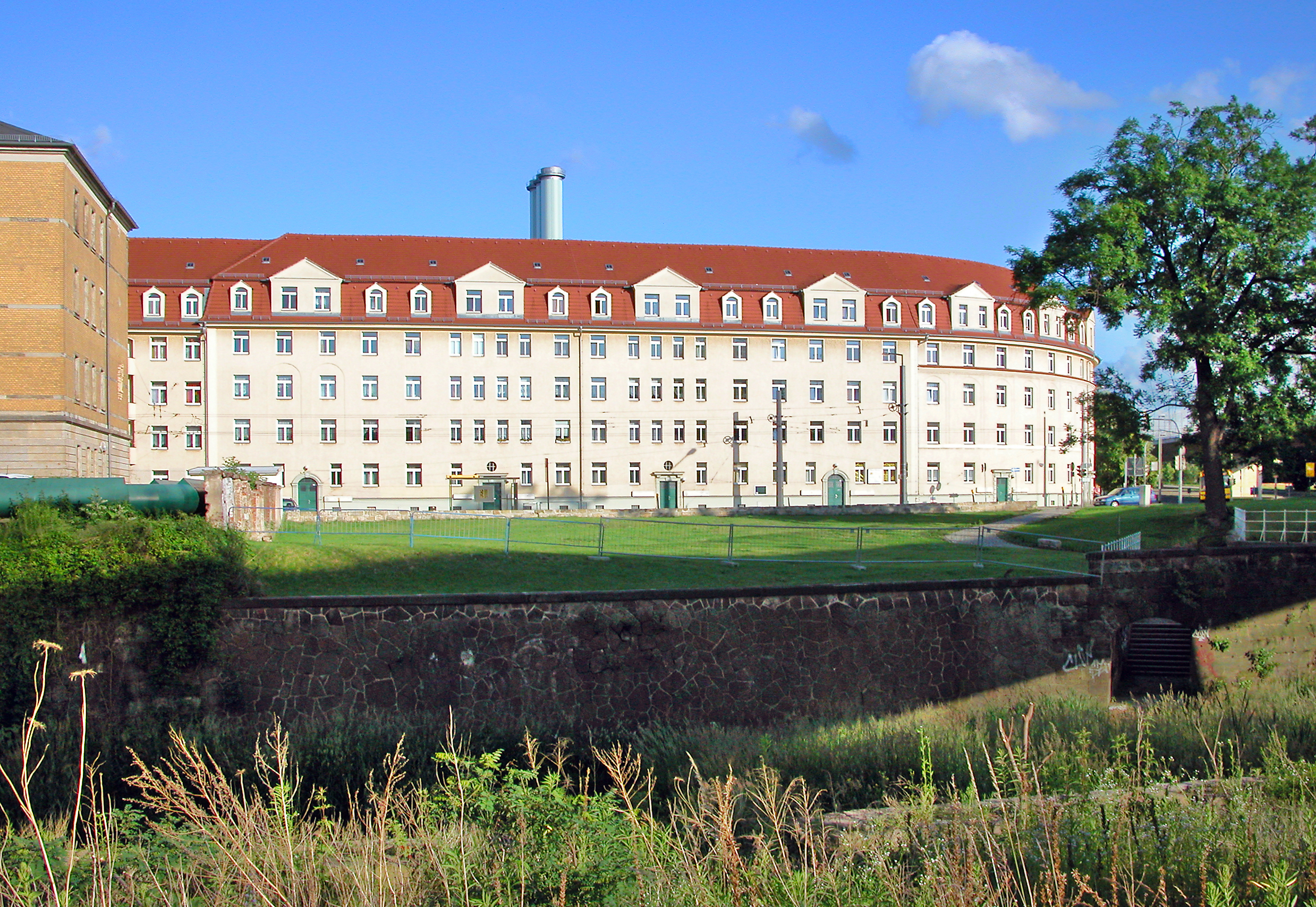
Dr.-Höhne-Häuser, Blick von Westen

Die Dr.-Höhne-Häuser sind eine Wohnanlage im Dresdner Stadtteil Löbtau. Die Anlage steht als denkmalpflegerische Sachgesamtheit unter Schutz.

## Lage und Beschreibung
Die Wohnanlage befindet sich östlich der Weißeritz am Ebertplatz in Dresden-Löbtau. Zur Sachgesamtheit gehören die L-förmig ausgeprägten Häuserzeilen Ebertplatz/Freiberger Straße und Oederaner Straße/Saxoniastraße, zwei Häuser an der Saxoniastraße sowie eine Häuserzeile im Hofbereich. Die Dr.-Höhne-Häuser wurden als „städtebaulich markante Wohnanlage der 1920er Jahre [mit] baugeschichtliche[r] und ortsbildprägende[r] Bedeutung“ unter Denkmalschutz gestellt, als besonders stadtbildprägend gilt dabei die als Rundung ausgeprägte Fassade am Ebertplatz.

## Geschichte
Die Planungen der Wohnanlage begannen im Jahr 1911, die Umsetzung wurde jedoch zunächst durch den Ersten Weltkrieg verhindert. Die Häuser wurden schließlich im Auftrag des Dresdner Spar- und Bauvereins in den Jahren 1921 und 1922 erbaut. Der Architekt war Paul Beck, Namensgeber des Wohnkomplexes war der langjährige Aufsichtsratsvorsitzende des Spar- und Bauvereins Dr. Höhne. Es entstanden insgesamt 400 Zwei- und Dreiraumwohnungen.
Bei der Bombardierung Dresdens 1945 wurde der südliche Teil der Dr.-Höhne-Häuser weitgehend zerstört. An den verbliebenen Mauerresten wurde nach dem Krieg eine Gedenktafel für die Opfer der Wohnanlage angebracht. Auch die nicht vollständig zerstörten Häuser wiesen zum Teil beträchtliche Beschädigungen auf. In den folgenden Jahren wurden die Schäden nach und nach beseitigt, da der Wohnraum dringend benötigt wurde. Aus dem Dresdner Spar- und Bauverein wurde nach dem Krieg die Dresdner Wohnungsbaugenossenschaft, diese veräußerte die Dr.-Höhne-Häuser 1976 an die AWG „Deutsche Reichsbahn“.
Nach der Wende wurden die Dr.-Höhne-Häuser zwischen 1993 und 1996 zum Großteil umfassend saniert.